# フィックスレコード
株式会社フィックスレコード（英: F.I.X. RECORDS）は、日本のレコード会社。株式会社アクアプラスの完全子会社。

## 概要
AQUAPLUS・Leafのゲームサウンドトラックや所属アーティストのシングル・アルバムリリースなどを行っている。販売の委託先はKING AMUSEMENT CREATIVE。
近年はSACDのリリースに精力的で、2006年以降にリリースされたアルバムの多くがSACD盤やSACDハイブリッド盤となっている。

## 沿革
- 1999年

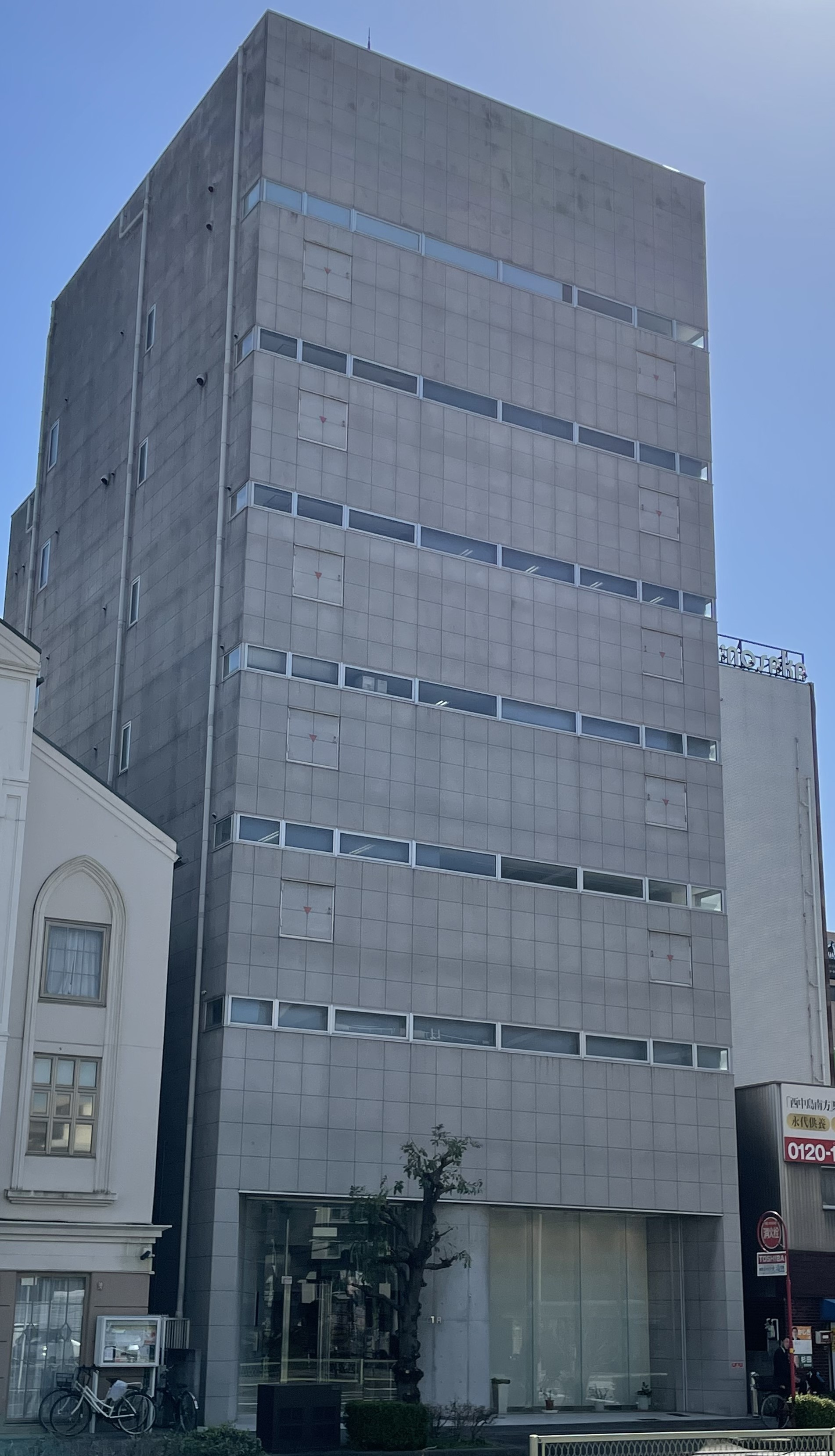
旧本社（ - 2023年）

  - 5月 - アクアプラスの自社レーベルとしてフィックスレコード設立、第1作「Feeling Heart」を発売。販売はキングレコード。
  - 7月 - 「Heart Session」を発売。
- 2000年
  - 1月 - 「LEAF VOCAL COLLECTION VOL.1」を発売。
  - 2月 - 中司雅美の1stアルバム「雨」を発売。
  - 5月 - Kayaの1stシングル「夢の花」を発売。
  - 8月 - 初のドラマCD「Piece Of Heart」を発売。
- 2001年
  - 4月 - 元田恵美の1stシングル「君のままで」を発売。
  - 8月 - Kayaの1stアルバム「KAYA」を発売。
  - 10月 - 元田恵美の1stアルバム「Shining Days」を発売。
  - 12月 - Brendaのシングル「POWDER SNOW」を発売。
- 2002年7月 - 「Leaf Piano Collection Vol.1」を発売。
- 2003年5月 - 新作CDのリリースを一時休止。この間、アクアプラスのゲームサウンドトラック等は自社でインディーズ発売を行っている。
- 2004年12月 - 新作CDのリリース再開。「ToHeart2」オリジナルサウンドトラックを発売。
- 2005年6月 - 中山愛梨沙の1stアルバム「Heart To Heart」を発売。
- 2006年
  - 1月 - Suaraの1stアルバム「アマネウタを発売。
  - 8月 - 「VOCAL COLLECTION」シリーズの名称が「LEAF VOCAL COLLECTION」から「AQUAPLUS VOCAL COLLECTION」に改められる。
  - 9月 - Suaraの2ndアルバム「夢路」を発売。初のSACD盤。
- 2007年11月 - 「Pure -AQUAPLUS LEGEND OF ACOUSTICS-」を発売。初のSACDハイブリッド盤。
- 2008年
  - 3月 - 上原れなのシングル「コスモスのように」を発売。
  - 8月 - 上原れなの1stアルバム「to YOU」を発売。
- 2009年10月 - Suaraの9thシングル「赤い糸」を発売。初のブルースペック盤。本作より社名を株式会社フィックスに商号変更して発売[1]。
- 2010年
  - 5月 - 小山剛志のシングル「僕だけの旅路」、上原れな・津田朱里によるスプリットシングル「届かない恋／Twinkle Snow」を発売。
  - 6月 - Suaraのライブアルバム「Suara LIVE 2010 〜歌始め〜」を発売。
- 2011年
  - 2月 - 津田朱里の1stアルバム「Key of Dreams」を発売。
  - 4月 - 「AQUAPLUS VOCAL COLLECTION VOL.7」を発売。本作より「VOCAL COLLECTION」シリーズがSACDハイブリッド盤として発売されるようになる。
  - 5月 - 「Pure2 -Ultimate Cool Japan Jazz-」を発売。
- 2012年9月 - Suaraの1stベストアルバム「The Best〜タイアップコレクション〜」を発売。
- 2013年10月 - 「株式会社フィックスレコード」を設立し分社化。
- 2022年12月 - CREST（後のHIKE）がアクアプラスの全株式を取得し、同社のグループ会社となる[2]。
- 2023年 - 本社を大阪府大阪市淀川区西中島4丁目13番-17 CTAから同区宮原4丁目5番36号へ移転[3]。

## 所属アーティスト（活動休止等を含む）
- 元田恵美
- 中司雅美（コンサートを中心に活動）
- kaya（解散）
- 中山愛梨沙（愛梨沙としてコンサートを中心に活動）
- Suara
- 上原れな
- 津田朱里
- YURiKA

## クリエイター（外注を含む）
- 下川直哉（AQUAPLUS（Leaf）の代表取締役でほとんどの作品をプロデュース、一部楽曲の作曲・編曲）
- 須谷尚子（作詞）
- 豆田将（作曲・編曲）
- 石川真也（Leaf社員 作曲・編曲）
- 松岡純也（Leaf社員 作曲・編曲）
- 中上和英（Leaf社員 作曲・編曲）
- 衣笠道雄（Leaf社員 作曲・編曲）
- まるいたけし（Leaf社員 シナリオライターだが劇中歌の作曲も数曲行っている）
- 未海（作詞）
- 華音（作詞）
- 4 Trees Music（作詞・作曲・編曲）

作曲関係は多くが本家Leafの社員

## ディスコグラフィ
| 型番         | ディスクタイトル                                                       | アーティスト       | 発売日         | 備考                                  |
| ------------ | ---------------------------------------------------------------------- | ------------------ | -------------- | ------------------------------------- |
| KIDA-5502    | Feeling Heart                                                          | 中司雅美           | 1999年4月2日   |                                       |
| KICA-5038    | 「ToHeart」オリジナル・サウンドトラック                                |                    | 1999年5月28日  |                                       |
| KICA-5039    | 「ToHeart」アニメーション・サウンドトラック                            |                    | 1999年7月9日   |                                       |
| KICA-5040    | HEART SESSION                                                          | COOL-WEIGH         | 1999年7月23日  |                                       |
| KIDS-5501    | Forever                                                                | 中司雅美           | 1999年8月27日  |                                       |
| KICA-5041    | LEAF VOCAL COLLECTION VOL.1                                            |                    | 2000年1月28日  |                                       |
| KICS-5001    | 雨                                                                     | 中司雅美           | 2000年2月4日   |                                       |
| KICS-5002    | 夢の花                                                                 | Kaya               | 2000年5月24日  |                                       |
| KICA-5048    | 「まじかる☆アンティーク」オリジナルサウンドトラック                    |                    | 2000年6月21日  |                                       |
| KICA-5051    | ToHeartドラマCD「Piece Of Heart」                                      |                    | 2000年8月23日  |                                       |
| KICM-4001    | あの頃のように                                                         | Kaya               | 2000年10月25日 |                                       |
| KICM-4002    | 君のままで                                                             | 元田恵美           | 2001年4月25日  |                                       |
| KICM-4003    | 形のない街を目指して                                                   | Kaya               | 2001年4月25日  |                                       |
| KICA-5052    | 「誰彼 －たそがれ－」オリジナルサウンドトラック                        |                    | 2001年5月2日   |                                       |
| KICA-5053    | 「こみっくパーティー」アニメーション・サウンドトラック                 |                    | 2001年7月4日   |                                       |
| KICA-5058    | KAYA                                                                   | Kaya               | 2001年8月1日   |                                       |
| KICA-5059    | 「こみっくパーティー」オリジナル・サウンドトラック                     |                    | 2001年8月29日  |                                       |
| KICA-1249    | Shining Days                                                           | 元田恵美           | 2001年10月30日 |                                       |
| KICM-4006    | POWDER SNOW                                                            | Brenda             | 2001年12月19日 |                                       |
| KICM-4007    | ハレルヤ                                                               | Kaya               | 2002年1月26日  |                                       |
| KICM-4009    | 永久に                                                                 | 元田恵美           | 2002年5月22日  |                                       |
| KICA-1266    | 「うたわれるもの」オリジナルサウンドトラック                           |                    | 2002年6月5日   |                                       |
| KICA-1267    | Leaf Piano Collection Vol.1                                            |                    | 2002年7月24日  |                                       |
| KICA-1274    | Heart Session 2                                                        | COOL-WEIGH         | 2002年8月22日  |                                       |
| KICM-4010    | 香る風                                                                 | 元田恵美           | 2003年2月5日   |                                       |
| KICA-1295/6  | 「Routes」オリジナルサウンドトラック                                   |                    | 2003年5月21日  |                                       |
| KICA-669/70  | 「ToHeart2」オリジナルサウンドトラック                                 |                    | 2004年12月22日 |                                       |
| KICA-1344    | Heart To Heart                                                         | 中山愛梨沙         | 2005年6月22日  |                                       |
| KICA-1380    | ToHeart2 Character Songs                                               |                    | 2005年11月23日 |                                       |
| KICA-1384    | アマネウタ                                                             | Suara              | 2006年1月25日  |                                       |
| KICA-1421    | AQUAPLUS VOCAL COLLECTION VOL.1                                        |                    | 2006年8月23日  | 「LEAF VOCAL COLLECTION VOL.1」の再発 |
| KICA-1422    | AQUAPLUS VOCAL COLLECTION VOL.2                                        |                    | 2006年8月23日  | 「LEAF VOCAL COLLECTION VOL.2」の再発 |
| KICA-1423    | AQUAPLUS VOCAL COLLECTION VOL.3                                        |                    | 2006年8月23日  | 「LEAF VOCAL COLLECTION VOL.3」の再発 |
| KICA-1424    | AQUAPLUS VOCAL COLLECTION VOL.4                                        |                    | 2006年8月23日  |                                       |
| KICA-1400    | 夢路                                                                   | Suara              | 2006年9月27日  | CD盤                                  |
| KIGA-1       | 夢路                                                                   | Suara              | 2006年9月27日  | SACD盤                                |
| KICA-1418    | 「うたわれるもの 散りゆく者への子守唄」オリジナルサウンドトラック      |                    | 2006年11月22日 |                                       |
| KICA-1440    | AQUAPLUS VOCAL COLLECTION VOL.5                                        |                    | 2007年7月11日  |                                       |
| KICA-1450    | Pure -AQUAPLUS LEGEND OF ACOUSTICS-                                    |                    | 2007年11月28日 | CD盤                                  |
| KIGA-2       | Pure -AQUAPLUS LEGEND OF ACOUSTICS-                                    | SACDハイブリッド盤 | 2007年11月28日 |                                       |
| KICM-4026    | コスモスのように                                                       | 上原れな           | 2008年3月26日  |                                       |
| KICA-1456    | to YOU                                                                 | 上原れな           | 2008年8月6日   |                                       |
| KIGA-3       | 太陽と月                                                               | Suara              | 2008年8月27日  |                                       |
| KICA-1457/8  | 「ティアーズ・トゥ・ティアラ－花冠の大地－」オリジナルサウンドトラック |                    | 2008年9月26日  |                                       |
| KICA-1459    | ToHeart2 Character Songs Vol.2                                         |                    | 2008年12月25日 |                                       |
| KICM-4027    | 舞い落ちる雪のように                                                   | Suara              | 2009年1月28日  |                                       |
| KICM-4028    | Free and Dream                                                         | Suara              | 2009年4月22日  |                                       |
| KICM-4029    | adamant faith                                                          | Suara              | 2009年6月24日  |                                       |
| KICM-4030    | 夢のつづき                                                             | 上原れな           | 2009年6月24日  |                                       |
| KIGA-4       | キズナ                                                                 | Suara              | 2009年8月19日  |                                       |
| KICM-4031    | 赤い糸                                                                 | Suara              | 2009年10月28日 | 通常盤                                |
| KICM-94031   | 赤い糸                                                                 | Suara              | 2009年10月28日 | ブルースペック盤                      |
| KIGA-5       | Jewelry Songs                                                          | 上原れな           | 2009年11月6日  |                                       |
| KICA-1480    | AQUAPLUS VOCAL COLLECTION VOL.6                                        |                    | 2009年12月23日 |                                       |
| KICM-4032    | 僕だけの旅路                                                           | 小山剛志           | 2010年5月26日  |                                       |
| KICM-4033    | 届かない恋／Twinkle Snow                                               | 上原れな/津田朱里  | 2010年5月26日  |                                       |
| KIGA-6/7     | Suara LIVE 2010 〜歌始め〜                                             | Suara              | 2010年6月23日  |                                       |
| KICA-1483/4  | 「WHITE ALBUM －綴られる冬の想い出－」 ORIGINAL SOUNDTRACK             |                    | 2010年7月21日  |                                       |
| KIGA-8       | アマネウタ                                                             | Suara              | 2010年7月21日  | 2006年発売の「アマネウタ」のSACD盤    |
| KICA-1495    | Key of Dreams                                                          | 津田朱里           | 2011年2月23日  |                                       |
| KIGA-9       | AQUAPLUS VOCAL COLLECTION VOL.7                                        |                    | 2011年4月27日  |                                       |
| KIGA-10      | Pure2 -Ultimate Cool Japan Jazz-                                       |                    | 2011年5月25日  |                                       |
| KIGA-11      | 花凛                                                                   | Suara              | 2011年10月26日 |                                       |
| KIGA-12      | l'espoir                                                               | 上原れな           | 2012年2月22日  |                                       |
| KIGA-13      | AQUAPLUS VOCAL COLLECTION VOL.8                                        |                    | 2012年5月23日  |                                       |
| KICM-4034    | Future World／Thanks a lot                                             | Suara/津田朱里     | 2012年5月23日  |                                       |
| KIGA-14/15   | The Best〜タイアップコレクション〜                                     | Suara              | 2012年9月26日  | 通常盤                                |
| KIGA-90014/5 | The Best〜タイアップコレクション〜                                     | Suara              | 2012年9月26日  | 初回限定盤：KIGA-90014/15             |
| KIGA-17      | WAVE OF EMOTION                                                        | 津田朱里           | 2013年4月24日  |                                       |
| KIGA-18/9    | The Brilliant Best〜タイアップコレクション〜                           | 上原れな           | 2013年8月7日   |                                       |
| KICM-4035    | 届かない恋 '13                                                         | 上原れな           | 2013年11月6日  |                                       |
| KIGA-20      | TVアニメ「WHITE ALBUM2」かずさクラシックピアノ集                       |                    | 2013年12月25日 | 演奏はピアニストの松本あすか。        |
| KIGA-24      | Emergence                                                              | 上原れな           | 2014年1月29日  | 通常盤                                |
| KIGA-90024   | Emergence                                                              | 上原れな           | 2014年1月29日  | 初回限定盤                            |
| KIGA-25      | AQUAPLUS VOCAL COLLECTION VOL.9                                        |                    | 2014年8月6日   |                                       |
| KIGA-26      | AQUAPLUS VOCAL COLLECTION VOL.10                                       |                    | 2015年3月25日  |                                       |

## ラジオ
- F.I.X.サウンド・ナビゲーション - 2000年頃に放送されていたfm osaka制作（TOKYO FMでもネット）のラジオ番組。
- ベストヒット☆Suara[4] - Suara初のベストアルバム「The Best〜タイアップコレクション〜」発売を記念して配信された。ゲストは柚木涼香と小山剛志。